# 2016年のバレーボール
< 2016年 | 2016年のスポーツ
2016年のバレーボールでは、2016年のバレーボール関連の出来事をまとめる。

## できごと

### 1月
- 11日 - この日まで行われた第68回全日本バレーボール高等学校選手権大会（5～10日）において、男子は東福岡高校、女子は下北沢成徳高校が優勝[1][2]。

### 3月
- 12日・13日 - Vリーグのプレミアリーグはプレーオフ決勝が行われ、12日に行われた女子は久光製薬スプリングスが日立リヴァーレをセットカウント3-1で破って優勝[3]。翌13日に行われた男子は豊田合成トレフェルサがパナソニックパンサーズをセットカウント3-2で破って優勝[4]。

### 5月
- 5日 - 第65回黒鷲旗全日本男女選抜バレーボール大会の決勝戦が行われ、JTがアベック優勝を飾る。男子はJTサンダーズがジェイテクトSTINGSを3-0のストレートで下し12年ぶり3回目、女子はJTマーヴェラスがNECブルーロケッツをフルセットの末3-2で下して2年連続4度目の優勝[5][6]。
- 21日 - リオ五輪女子世界最終予選で、日本はイタリアにセットカウント2-3で敗れたが、勝ち点1を獲得し4位以内が確定。4大会連続の五輪出場が決定した[7]。

### 6月
- 2日・3日 - リオ五輪男子世界最終予選で、日本は2日に行われたオーストラリア戦でセットカウント0-3のストレートで敗戦し、リオ五輪の出場権を逃したことが確定[8]。この責任を取って男子強化委員長である小田勝美が翌3日に辞任を表明した[9]。
- 27日 - 日本バレーボール協会はリオ五輪に派遣する女子代表を発表。主将を務める木村沙織ら12名を選出したが、代表候補の一人に挙がっていた古賀紗理那はチームの方針により落選した[10]。
- 29日 - リオデジャネイロオリンピックから国際ルールが変わるのに備え、日本バレーボールリーグ機構がビデオ判定（チャレンジシステム）に関して、7月のV・サマーリーグでの試験導入後に、バレーボール2016/17Vプレミアリーグの男女全試合とV・チャレンジマッチの一部試合での正式導入を予定していることを発表した。「ボールのイン・アウト」と「ブロッカーのボールコンタクト」のみが対象で、要求は各チーム1試合に2回失敗するまで可能[11]。

### 10月
- 25日  - 日本バレーボール協会は、東京都内で理事会を開き、日本代表の監督人事を一新することを決めた。女子は8年務めた眞鍋政義の後任に中田久美（久光製薬スプリングス監督）、男子は南部正司の後任に中垣内祐一（堺ブレイザーズ部長）をそれぞれ選出したと発表[12]。これを受け久光は中田氏を「総監督」に退け、後任として堺で中垣内とも関係が深かった酒井新悟を招聘した[13]。

### 12月
- 22日 - 日本バレーボールリーグ機構は、次期男子日本代表監督で11月9日に広島県内で重傷人身事故[14]を起こした中垣内祐一をけん責処分に、また中垣内が所属する堺ブレイザーズ社長の藤田倫之を厳重注意とした[15]。

## その他
リオデジャネイロオリンピックからインドアで国際ルールが本格的に見直された形での運用を開始した。
- チャレンジシステムの導入（前述）
- 第4セットまでの8点・16点先取時自動的に取られたテクニカルタイムアウトを廃止（1セットあたり2回まで任意にタイムアウトを取れる仕組みに戻される）

## 結果

### 国内大会

#### 日本
- 第68回全日本バレーボール高等学校選手権大会（春高バレー）
  - 男子決勝：東福岡高校（福岡） 3 - 0 鎮西（熊本）。東福岡は2連覇。
  - 女子決勝：下北沢成徳（東京第3・開催地） 3 - 0 八王子実践（東京第1）

- 2015/16プレミアリーグ
  - 男子決勝 豊田合成トレフェルサ 3 - 2 パナソニック・パンサーズ（初優勝）
  - 女子決勝 久光製薬スプリングス 3 - 1 日立リヴァーレ（2年ぶり5回目）

- 2015/16チャレンジリーグ
  - 男子優勝 - 富士通カワサキレッドスピリッツ
  - 女子優勝 - JTマーヴェラス
  - 男子チャレンジⅡ優勝 - VC長野トライデンツ
  - 女子チャレンジⅡ優勝 - トヨタ自動車ヴァルキューレ

- 黒鷲旗全日本選抜
  - 男子決勝 JTサンダーズ 3 - 0 ジェイテクトSTINGS（12年ぶり3回目）
  - 女子決勝 JTマーヴェラス 3 - 2 NECレッドロケッツ（2年連続4回目）

## 死去
- 9月7日 - 船山浩志（日本女子代表元監督、ヤシカバレーボール部初代監督、* 1935年）[16]